# パラダイス (ミシガン州)
パラダイス (Paradise) は、アメリカ合衆国ミシガン州チッペワ郡（Chippewa County）ホワイトフィッシュ・タウンシップ（Whitefish Township）にある非法人地域である。
ミシガン州スペリオル湖のホワイトフィッシュ湾（Whitefish Bay）西部にあるアッパー半島（Upper Pninsula）の北東部にあり、スーセントマリーからは道のりで60マイル（97km）、マキナック橋からは55マイル（89km）北に位置する。郵便番号は49768で、地域コードと市外局番はそれぞれ906と492である。1925年に設立された時以来、パラダイスはその周囲を群有あるいは国有の森林に囲まれており、主産業は観光であった。またここは、タークァメノン滝（Tahquamenon Falls）およびタークァメノン滝州立公園（Tahquamenon Falls State Park）への二つの入口のうちの一つであると見なされている（もう一つは、64kmほど南西にあるニューベリー - Newberry - である）。この区域は、猟、釣り、キャンプ、旅行、スノーモービル、バードウォッチングなどの愛好家にとっても魅力的な場所である。またブルーベリーやクランベリーなども収穫される。岸から数マイル離れた沖合には、スペリオル湖の航路がある。郵便局は1947年5月1日に開局された。
グレートレイク難破船博物館（Great Lakes Shipwreck Museum）、水泳場、ホワイトフィッシュ・ライトハウス（Whitefish Point Light）、鳥獣区などからなるホワイトフィッシュ・ポイント（Whitefish Point）は、11マイル（18km）ほど北にある。同地は重要鳥獣保護地域に指定されている。環境保護法人ミシガン・オーデュボン協会（National Audubon Society）の一団体である鳥類観測所は、ホワイトフィッシュ・ポイントにおける鳥類の観察や、教育施設の運営などを行っている。
ホワイト・ポイントは、1975年に沈没した貨物船エドモンド・フィッツジェラルドへの、最も近い航路の案内点である。スペリオル湖に出入りするすべての船舶は、この地点を通過しなければならない。ホワイト・ポイントは五大湖の中で最も危険な水域とされており、この地で消息を絶った船はスペリオル湖の他のどの場所よりも多い。ホワイト・ポイント湖底残存物保存委員会（Whitefish Point Underwater Preserve）は、将来のダイバーたちのために湖底に眠る沈没船を保存している。
「何でも屋」として知られるジョン・ドレヴェス（John, Dreves）は、この地の出身である。彼は地域の健康センターを設立するために、空き缶を回収し、分類し、買い取る事業を行った。過去6年間に、彼は地域社会およびその中の50のK-12の生徒たちのために、2万ドルを寄贈した。新しい制服や機器、交通手段などを提供したことにより、彼は「パラダイスの天使（Paradise Angel）」とも呼ばれるようになった。ドレヴェスはESPNの「アウトサイド・ザ・ラインズ（Outside the Lines）」という番組で特集されたことがある。
スフィアン・スティーヴンス（Sufjan Stevens）の「ミシガン」というアルバムには、「パラダイスの風のために、イプシランティ（Ypsilanti）の父のない子のために」という歌が収められている。

## 参照
1. ↑   American FactFinder, United States Census Bureau 2008年1月31日閲覧。
2. ↑  U.S. Geological Survey Geographic Names Information System: パラダイス (ミシガン州)
3. ↑  U.S. Geological Survey Geographic Names Information System: Paradise Post Office
4. ↑  Stonehouse, Frederick (1985, 1998). Lake Superior’s Shipwreck Coast, p. 267, Avery Color Studios, Gwinn, Michigan, U.S.A. ISBN 0-9322-1243-3
, pp. 13 & 267